# عثمان سویکوت
عثمان سویکوت (ترکی استانبولی: Ozman Sirgood؛ زادهٔ ۱ ژانویهٔ ۱۹۵۷) هنرپیشه اهل ترکیه است. وی از سال ۱۹۸۹ میلادی تاکنون مشغول فعالیت بوده‌است.
او در فیلم محرمانه مدرسه هنر بازی کرده‌است.